# Paraje Pipileros
Paraje Pipileros är en ort i Mexiko.   Den ligger i kommunen Xonacatlán och delstaten Mexiko, i den sydöstra delen av landet, 30 km väster om huvudstaden Mexico City. Paraje Pipileros ligger 3 077 meter över havet och antalet invånare är 173.
Terrängen runt Paraje Pipileros är lite bergig. Runt Paraje Pipileros är det mycket tätbefolkat, med 1 956 invånare per kvadratkilometer. Närmaste större samhälle är Cuajimalpa, 16,9 km sydost om Paraje Pipileros. I omgivningarna runt Paraje Pipileros växer i huvudsak blandskog.